# Pohlia chitralensis
Pohlia chitralensis là một loài rêu trong họ Bryaceae. Loài này được Størmer mô tả khoa học đầu tiên năm 1954.